# John Kendrew
John Cowdery Kendrew (ur. 24 marca 1917, zm. 23 sierpnia 1997) – angielski biochemik, laureat Nagrody Nobla z dziedziny chemii w roku 1962 za badanie struktury białek globularnych (kłębuszkowych).
Ukończył Trinity College na Uniwersytecie Cambridge .
Od 1947 roku profesor biochemii Uniwersytetu Cambridge. Członek Towarzystwa Królewskiego w Londynie (Royal Society). Prowadził prace badawcze nad strukturą białek, określił sekwencję (kolejność występowania) aminokwasów w hemoglobinie i mioglobinie kaszalota za pomocą metody analizy rentgenograficznej. Razem z Maxem F. Perutzem otrzymał w 1962 roku Nagrodę Nobla.